# کانتکستز
کانتکستز: درک مردم در جوامع جهانیشان (انگلیسی: Contexts) سه ماه نامه داوری همتا و ژورنال دانشگاهی است که توسط انجمن جامعه‌شناسی آمریکا منتشر می‌شود. این مجله طراحی شده تا دسترسی به منابع و ایده‌ها و تحقیقات جامعه‌شناسی را بهبود بخشد و این موضوع را نیز از جنبش حرکت به سوی جامعه‌شناسی عمومی الهام گرفته‌است.